# Eptalofosuchus
Eptalofosuchus es un género de reptil notosuquio de la Formación Uberaba en Brasil, y contiene una especie, E. viridi.

## Descripción
El género se describió en base a una mandíbula fragmentaria, que se encontró en la Formación Uberaba en el Grupo Bauru, en el sureste de Brasil, y se dijo que era de un notosuquio avanzado.